# Todo niño sensible sabrá de qué estamos hablando
Toda niño sensible sabrá de lo que estamos hablando es el tercer álbum de estudio editado de la banda argentina Fun People en 1997

## Lista de temas
1. "Justicia"
2. "Lady"
3. "Point of Lovely sun"
4. "Canción de amor"
5. "Otro mundo"
6. "Ya no formo parte de esto!!"
7. "Rainbow"
8. "Take a shot"
9. "Fácil venir"
10. "Not the same"
11. "Tal vez"
12. "Spirito del 77"
13. "Teenage show"
14. "Desarme"

## Miembros
- Carlos "Nekro" Rodríguez: Voz
- Lucas Sequeira: Guitarra y coros
- Julian "Chuli" Pugliese: Bajo
- Sebastián "Gato" Garay: Batería

- Datos: Q17631623